# Cristià III de Dinamarca
Cristià III de Dinamarca (danès: Christian III)  (Castell de Gottorf, 12 d'agost de 1503 - Kolding, 1 de gener de 1559) va ser rei de Dinamarca i de Noruega entre 1533 i 1559. Fill de Frederic I i d'Anna de Brandeburg. Educat en el luteranisme, s'enfrontà al clergat catòlic del país i establí l'església estatal luterana. Aquesta radicalitat el va portar a enfrontar-se als seus enemics polítics, els catòlics favorables a Cristià II, en una dura guerra civil. Un cop guanyà el conflicte, va confiscar totes les possessions de l'església, enfortí el seu govern i reactivà les finances del país.

## Família
Cristià III es va casar el 1525 amb Dorotea de Saxònia-Lauenburg (1511-1571), filla del duc Magnus I de Saxònia-Lauenburg (1470-1543) i de Caterina de Brunsvic-Lüneburg (1488-1563). El matrimoni va tenir cinc fills:
- Anna (1532-1585). Consort del príncep elector August de Saxònia (1526-1586).
- Frederic (1534-1588). Rei de Dinamarca i de Noruega, casat amb Sofia de Mecklenburg-Güstrow (1557-1631).
- Magnus (1540-1583). Rei de Livònia.
- Joan (1545-1622). Duc de Schleswig-Holstein-Sønderborg-Plön, casat primer amb Elisabet de Brunsvic-Grubenhagen (1550-1586) i després amb Agnès Hedwig d'Anhalt (1573-1616).
- Dorotea (1546-1617). Consort del duc Guillem de Brunsvic-Lüneburg (1535-1592).